# Saison 2023-2024 du Stade brestois 29
Maillots
Dernière mise à jour : 20 mai 2024.
Chronologie
Saison précédente Saison suivante
La saison 2023-2024 du Stade brestois 29, club de football français, voit l'équipe évoluer en Ligue 1 pour la 18e fois de son histoire.
Le Stade brestois a fini 14e du classement de la Ligue 1 Uber Eats 2022-2023.
Le club évolue donc sa 5e saison consécutive en Ligue 1 depuis sa dernière montée à l'issue de la saison 2018-2019.

## Transferts

### Été 2023
Prolongations :
| Joueurs          | Nationalité | Poste     | Club              | Pays   | Division | Durée |
| ---------------- | ----------- | --------- | ----------------- | ------ | -------- | ----- |
| Grégoire Coudert | France      | Gardien   | Stade brestois 29 | France | Ligue 1  | 3 ans |
| Kenny Lala       | France      | Défenseur | Stade brestois 29 | France | Ligue 1  | 2 ans |
| Marco Bizot      | Pays-Bas    | Gardien   | Stade brestois 29 | France | Ligue 1  | 2 ans |
| Hianga'a Mbock   | France      | Milieu    | SM Caen           | France | Ligue 2  | 1 an  |

Détails des transferts de la période estivale - Départs :
| Joueurs            | Nationalité | Poste     | Club                     | Pays            | Division           | Durée                                                       |
| ------------------ | ----------- | --------- | ------------------------ | --------------- | ------------------ | ----------------------------------------------------------- |
| Noah Fadiga        | Sénégal     | Défenseur | KAA La Gantoise          | Belgique        | Jupiler Pro League | Rupture de licence (raison médicale)                        |
| Joaquín Blázquez   | Argentine   | Gardien   | Talleres de Córdoba      | Argentine       | Primera división   | Retour de prêt puis prêté au CA Platense                    |
| Bradley Locko      | France      | Défenseur | Stade de Reims           | France          | Ligue 1            | Retour de prêt puis transfert (0,5 M€) au Stade brestois 29 |
| Félix Lemaréchal   | France      | Milieu    | AS Monaco                | France          | Ligue 1            | Retour de prêt puis prêté au Cercle Bruges                  |
| Alberth Elis       | Honduras    | Attaquant | Girondins de Bordeaux    | France          | Ligue 2            | Retour de prêt                                              |
| Jean-Kévin Duverne | France      | Défenseur | FC Nantes                | France          | Ligue 1            | Libre - contrat de 4 ans                                    |
| Haris Belkebla     | Algérie     | Milieu    | Ohod Club                | Arabie saoudite | First Division     | Libre - contrat de 2 ans                                    |
| Loïc Rémy          | France      | Attaquant |                          |                 |                    | Fin de carrière                                             |
| Franck Honorat     | France      | Attaquant | Borussia Mönchengladbach | Allemagne       | Bundesliga         | Transfert (8 M€)- contrat de 5 ans                          |
| Jere Uronen        | Finlande    | Défenseur | Charlotte Football Club  | États-Unis      | MLS                | Transfert (0,6 M€)- contrat de 2 ans et demi                |
| Taïryk Arconte     | France      | Attaquant | Rodez AF                 | France          | Ligue 2            | Prêt de 1 an sans option d'achat                            |
| Karamoko Dembélé   | Angleterre  | Attaquant | Blackpool FC             | Angleterre      | League One         | Prêt de 1 an sans option d'achat                            |
| Christophe Hérelle | France      | Défenseur | FC Metz                  | France          | Ligue 1            | Transfert (0,5 M€)- contrat de 2 ans                        |
| Hianga'a Mbock     | France      | Milieu    | SM Caen                  | France          | Ligue 2            | Prêt de 1 an sans option d'achat                            |

Détails des transferts de la période estivale - Arrivées :
| Joueurs            | Nationalité | Poste     | Club                   | Pays      | Division   | Durée                                            |
| ------------------ | ----------- | --------- | ---------------------- | --------- | ---------- | ------------------------------------------------ |
| Mahdi Camara       | France      | Milieu    | AS Saint-Étienne       | France    | Ligue 2    | Transfert définitif (2,5 M€)- contrat de 3 ans   |
| Jere Uronen        | Finlande    | Défenseur | Schalke 04             | Allemagne | Bundesliga | Retour de prêt                                   |
| Hianga'a Mbock     | France      | Milieu    | SM Caen                | France    | Ligue 2    | Retour de prêt                                   |
| Axel Camblan       | France      | Attaquant | US Concarneau          | France    | National   | Retour de prêt                                   |
| Martín Satriano    | Uruguay     | Attaquant | Inter Milan            | Italie    | Serie A    | Prêt de 1 an sans option d'achat                 |
| Jonas Martin       | France      | Milieu    | LOSC Lille             | France    | Ligue 1    | Résiliation - contrat de 1 an (+ 1 an en option) |
| Bradley Locko      | France      | Défenseur | Stade de Reims         | France    | Ligue 1    | Transfert (0,5 M€)- contrat de 4 ans             |
| Adrien Lebeau      | France      | Défenseur | SV Waldhof Mannheim    | Allemagne | 3. Liga    | Libre - contrat de 1 an (+ 1 an en option)       |
| Jordan Amavi       | France      | Défenseur | Olympique de Marseille | France    | Ligue 1    | Prêt de 1 an sans option d'achat                 |
| Billal Brahimi     | Algérie     | Attaquant | OGC Nice               | France    | Ligue 1    | Prêt de 1 an avec option d'achat                 |
| Julien Le Cardinal | France      | Défenseur | RC Lens                | France    | Ligue 1    | Prêt de 1 an avec option d'achat                 |
| Kamory Doumbia     | Mali        | Milieu    | Stade de Reims         | France    | Ligue 1    | Prêt de 1 an avec option d'achat                 |

### Septembre 2023
Arrivée :
| Joueurs      | Nationalité | Poste   | Club           | Pays   | Division | Durée                   |
| ------------ | ----------- | ------- | -------------- | ------ | -------- | ----------------------- |
| Yan Marillat | France      | Gardien | Le Puy Foot 43 | France | National | Libre - contrat de 1 an |

### Octobre 2023
Arrivée :
| Joueurs    | Nationalité   | Poste     | Club          | Pays          | Division | Durée                    |
| ---------- | ------------- | --------- | ------------- | ------------- | -------- | ------------------------ |
| Luck Zogbé | Côte d'Ivoire | Défenseur | LYS Sassandra | Côte d'Ivoire | Ligue 1  | Libre - contrat de 4 ans |

### Novembre 2023
Prolongations :
| Joueurs             | Nationalité | Poste     | Club              | Pays   | Division | Durée |
| ------------------- | ----------- | --------- | ----------------- | ------ | -------- | ----- |
| Pierre Lees-Melou   | France      | Milieu    | Stade brestois 29 | France | Ligue 1  | 1 an  |
| Jérémy Le Douaron   | France      | Attaquant | Stade brestois 29 | France | Ligue 1  | 1 an  |
| Romain Del Castillo | France      | Attaquant | Stade brestois 29 | France | Ligue 1  | 3 ans |

### Hiver 2024
Prolongations :
| Joueurs       | Nationalité | Poste  | Club              | Pays   | Division | Durée |
| ------------- | ----------- | ------ | ----------------- | ------ | -------- | ----- |
| Hugo Magnetti | France      | Milieu | Stade brestois 29 | France | Ligue 1  | 1 an  |

Détails des transferts de la période hivernale - Départs :
| Joueurs        | Nationalité | Poste     | Club                  | Pays     | Division           | Durée                              |
| -------------- | ----------- | --------- | --------------------- | -------- | ------------------ | ---------------------------------- |
| Josué Escartin | France      | Défenseur | AC Ajaccio            | France   | Ligue 2            | Prêt de 6 mois sans option d’achat |
| Achraf Dari    | Maroc       | Défenseur | Sporting de Charleroi | Belgique | Jupiler Pro League | Prêt de 6 mois                     |

Détails des transferts de la période hivernale - Arrivées :
| Joueurs            | Nationalité | Poste     | Club      | Pays   | Division | Durée          |
| ------------------ | ----------- | --------- | --------- | ------ | -------- | -------------- |
| Antonin Cartillier | France      | Défenseur | AS Monaco | France | Ligue 1  | Prêt de 6 mois |

### Avril 2024
Prolongations :
| Joueurs      | Nationalité | Poste     | Club              | Pays   | Division | Durée |
| ------------ | ----------- | --------- | ----------------- | ------ | -------- | ----- |
| Axel Camblan | France      | Attaquant | Stade brestois 29 | France | Ligue 1  | 2 ans |

## Préparation d'avant-saison
Les Brestois reprennent le chemin de l'entraînement le mardi 4 juillet et auront au programme un stage du vendredi 14 au vendredi 21 juillet à Dinard. Ils effectueront 5 matchs amicaux avant la réception du RC Lens programmée le dimanche 13 août à 13:00 pour le compte de la 1ère journée de Ligue 1 Uber Eats.

## Compétitions

### Ligue 1 Uber Eats 2023-2024

#### Phase aller

##### Journées 1 à 4
Le Stade Brestois se montre très solide en début de saison, en retournant un match qui semblait perdu d'avance (0-2 face au RC Lens, dauphin du PSG sur la saison précédente) grâce à Kenny Lala (56e) et Romain del Castillo, par deux fois (45+2 et 87e, les deux sur pénalty). Brest maitrise le promu havrais au Stade Océane, avant de chuter 2-0 au Vélodrome, face à l'OM. Il tiennent ensuite en échec le Stade Rennais FC, un derby nul et vierge à Francis le Blé.

#### Classement
| Rang | Équipe                    | Pts | J  | G  | N  | P | Bp | Bc | Diff | Qualification ou relégation                                                     |
| ---- | ------------------------- | --- | -- | -- | -- | - | -- | -- | ---- | ------------------------------------------------------------------------------- |
| 1    | Paris Saint-Germain T S C | 76  | 34 | 22 | 10 | 2 | 81 | 33 | +48  | Qualification pour la phase de ligue de la Ligue des champions                  |
| 2    | AS Monaco                 | 67  | 34 | 20 | 7  | 7 | 68 | 42 | +26  | Qualification pour la phase de ligue de la Ligue des champions                  |
| 3    | Stade brestois 29         | 61  | 34 | 17 | 10 | 7 | 53 | 34 | +19  | Qualification pour la phase de ligue de la Ligue des champions                  |
| 4    | LOSC Lille                | 59  | 34 | 16 | 11 | 7 | 52 | 34 | +18  | Qualification pour le troisième tour de qualification de la Ligue des champions |
| 5    | OGC Nice                  | 55  | 34 | 15 | 10 | 9 | 40 | 29 | +11  | Qualification pour la phase de ligue de la Ligue Europa                         |

### Coupe de France 2023-2024
En tant que club de Ligue 1 Uber Eats, le Stade Brestois entrera en lice en 32es de finale et recevra le SCO d'Angers (Ligue 2) le samedi 06 janvier 2024 à 15:30 au stade Francis-Le Blé.

### Meilleurs Buteurs et passeurs
| Position | Nom                  | Buts en L1 | Buts en coupe | Passes décisives L1 | Passes décisives coupe | Total Buts | Total Passes dé. |
| -------- | -------------------- | ---------- | ------------- | ------------------- | ---------------------- | ---------- | ---------------- |
| 1        | Romain Del Castillo  | 8          | 0             | 8                   | 0                      | 8          | 8                |
| 2        | Mahdi Camara         | 7          | 0             | 3                   | 0                      | 7          | 3                |
| 3        | Steve Mounié         | 6          | 1             | 2                   | 1                      | 7          | 2                |
| 4        | Kamory Doumbia       | 6          | 0             | 5                   | 0                      | 6          | 5                |
| 5        | Martín Satriano      | 4          | 1             | 4                   | 0                      | 5          | 4                |
| 6        | Jérémy Le Douaron    | 4          | 0             | 0                   | 0                      | 4          | 0                |
| -        | Pierre Lees-Melou    | 4          | 0             | 0                   | 0                      | 4          | 0                |
| 8        | Mathias Pereira Lage | 3          | 0             | 2                   | 1                      | 3          | 3                |
| 9        | Kenny Lala           | 2          | 1             | 2                   | 0                      | 3          | 2                |
| 10       | Lilian Brassier      | 3          | 0             | 0                   | 0                      | 3          | 0                |
| 11       | Hugo Magnetti        | 2          | 0             | 0                   | 0                      | 2          | 0                |
| 12       | Brendan Chardonnet   | 1          | 0             | 1                   | 0                      | 1          | 1                |
| 13       | Jordan Amavi         | 1          | 0             | 0                   | 0                      | 1          | 0                |
| 14       | Bradley Locko        | 0          | 0             | 3                   | 0                      | 0          | 3                |
| 15       | Adrien Lebeau        | 0          | 0             | 1                   | 0                      | 0          | 1                |
| -        | Jonas Martin         | 0          | 0             | 1                   | 0                      | 0          | 1                |